# Saint-Pierre-à-Arnes
 Saint-Pierre-à-Arnes  es una población y comuna francesa, en la región de Champaña-Ardenas, departamento de Ardenas, en el distrito de Vouziers y cantón de Machault.
Está integrada en la Communauté de communes de l'Argonne Ardennaise.
Entre 1828 y 1871, formó parte de Saint-Clément-à-Arnes.
Se encuentra junto al río Arnes.

## Demografía
| 123 | 113 | 117 | 127 | ... | ... | ... | ... | ... | ... | ... | 170 | 156 | 148 | 133 | 126 | 114 | 98 | 100 | 106 | 88 | 85 | 78 | 78 | 76 | 95 | 90 | 86 | 77 | 74 | 78 | 69 | 68 | 67 |
| Para los censos de 1962 a 1999 la población legal corresponde a la población sin duplicidades (Fuente: INSEE [Consultar]) |     |     |     |     |     |     |     |     |     |     |     |     |     |     |     |     |    |     |     |    |    |    |    |    |    |    |    |    |    |    |    |    |    |